# David Myrestam
David Myrestam (sinh ngày 4 tháng 4 năm 1987) là một cầu thủ bóng đá người Thụy Điển thi đấu cho GIF Sundsvall ở vị trí hậu vệ.